# Ligue de football du Maniema
La Ligue de football du Maniema (Lifma) est la Ligue de football de haut niveau de la province du Maniema. Chaque année, des clubs de la lifma sont relégués dans les divisions inférieures, telles que l'EUFKI ou l'EUFKAL. Cette Ligue fait partie de la Fédération congolaise de football association (FECOFA).
Cette compétition réunit les clubs des villes telles que : Kindu.
En 2012, la lifma devient une 2e Division, à la suite de la création d’une 1re Division répartie en trois groupes. En 2018, la lifma devient une 3e Division, à la suite de la création d’une 2e Division répartie en trois groupes.

## Palmarès
- 2002 : OC Dynamique (Kindu)[2]
- 2003 : OC Dynamique (Kindu) (ou non organisé) [3]
- 2005 : AC Mbilingos (Kindu) [4]
- 2006 : AS Maniema Union (Kindu) [5]
- 2008 : AS Maniema Union (Kindu) [6]
- 2010 : AS Njadi (Kindu) [7]
- 2012 : AS Maniema Union (Kindu) [8]
- 2014 : AS Kamisungu (Kalima)[1]